# Свято-Успенський собор (Дніпро)
Свято-Успенський собор у місті Дніпро, у старовинній частині міста — Половиці на межі з місцевістю Каміння. Дерев'яний Успенський храм існував у 1797—1838 роках; кам'яний — у 1850—1936 роках до його руйнації більшовиками. Собор розташований на Успенській площі, що була церковним майданом Половиці й однією з найкрасивіших площ дорадянського Катеринослава.

## Петропавлівська церква (1781-83)
Коли населення в слободі Половиця побільшало, виникла потреба побудувати церкву. Доти половчани ходили до Новокодацької Свято-Миколаївської церкви, та це було важко ходити через круті яри перед Новим Кодаком у міжсезоння. Схід слободи поклав завдання побудувати церкву на полкових осавулів Кодацької паланки Лазаря Глобу, Гната Каплуна, Андрія Мандрику (засновник Мандриківки), полкового хорунжого Данилу Косолапа, ктиторів Федора Крошку та Федіра Скока, на громадського наймита-писаря Василя Кияницю.
Обрані громадою представили це новоросійському губернатору Миколі Язикову. У своєму повідомленні Словенській духовній Консисторії губернатор повідомив про бажання мешканців державної слободи Половиці зі 125 дворами у Новом Кодаці Саксаганського повіту Новоросійської губернії побудувати дерев'яну церкву Петра і Павла власним коштом і про відведення 120 десятин землі під церкву. Для цього був найнятий будівельний майстер з Кам'янки Данило Дерев'янко.
Словенська духовна Консисторія знайшла у Половиці 125 дворів, у яких мешкали державні поселенці, люди вільні. Вони були частиною українці й частиною людьми з Польщі. Відстань до Нового Кодаку була 9 верств і до Старого Кодаку — 14 верств. Слобода зобов'язалася платити на утримання церкви по 20 копійок з хати.
24 липня 1781 року місце під Петропавлівську церкву було освячено. Проте 19 серпня 1783 року вже побудована церква геть згоріла.

## Храм Казанської Божої Матері (1786-93)
У серпні 1786 року обрані громадою люди просили преосвященного Нікіфора освятити молитовний будинок і пояснили, що припинили відбудовувати церкву через невизначеність кварталів Катеринослава, що почав будуватися в Половиці, бо не було можливо визначити найліпше місце для церкви. Молитовний будинок був на місці сучасного будинку за адресою Успенська площа, 1.
У листопаді 1786 року протопоп дав у вжиток похідну церкву Казанської Богоматері в Половицю, яку було встановлено на місці згорілої. У 1788 році цю церкву було вирішено перебудувати міцним деревом і перейменувати на церкву Казанської Божої матері. Католицька церква з 1-го Катеринослава була розібрана й відбудована до 15 січня 1791 року у Половиці-Катеринославі як церква Казанської Божої Матері замість згорілої Петропавлівської.
1793 року Казанський храм було перенесено до Сухачівки, де було переселено українських мешканців Половиці. Того ж року духовне правління протоієрея було переведено з Нового Кодака до Катеринослава.
Після рішення побудувати на її місці Свято-Успенського храму, дерев'яний храм Казанської Божої матері було вирішено відбудувати на південному пагірку Половиці на Великій Привозній площі (сучасна площа Героїв майдану) для потреб купців й назвати в ім'я Зшестя Святого Духу. Згодом на її місці зведено кам'яний Свято-Троїцький кафедральний собор, що стоїть на місці тієї церкви. За нею названа Казанська вулиця, що тепер називається вулиця Михайла Грушевського.

## Дерев'яний Свято-Успенський храм (1797—1838)
Вітху церкву Казанської Божої матері було замінено на дерев'яну Свято-Успенську церкву, що почали будувати біля дерев'яної 1796 року і закінчено у липні 1797 року. Вона була перевезена з Сокольського Преображенського монастиря, що було закрито.
Дерев'яний п'ятиглавий Успенський собор займав місце на початку Ливарної вулиці, на місці нинішнього скверу Кирила і Методія.

## Кам'яний Свято-Успенський собор (1850—1936)

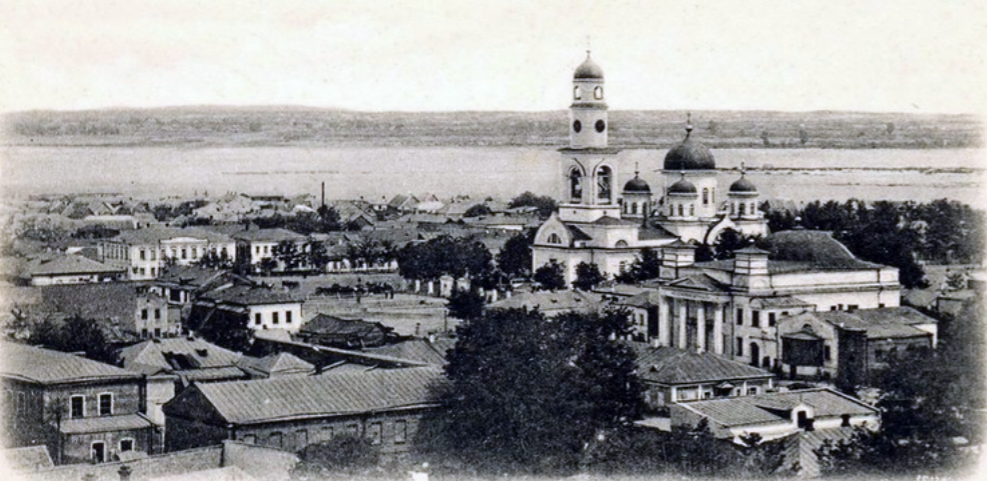
Успенський собор на поч. XX ст. Вигляд з Соборного пагорбу на північ. Успенський собор домінує над колишньою козацькою Половицею. Перед собором - будівля хоральної синагоги "Золота троянда". На задньому плані видно річка Дніпро та Мануйлівка

Проєкт нового Успенського кам'яного собору розроблено 1837 року у Петербурзі членами Будівельного комітету та Комісії проєктів та кошторисів, архітекторами Людвігом Шарлеманем й Пьєтро Вісконті, які розробили роком раніше Троїцький кафедральний собор. Проєкти виконані в російсько-візантійському стилі, що інтенсивно насаджувався за правління Миколи I (1825—1855), який є штучним поєднанням пізнього класицизму з елементами російської та візантійської храмової архітектури. Будівництво виконано переважно за кошт купця й неодноразового міського голови Івана Васильовича Колесникова.
Успенський кам'яний собор звели подалі на південний захід від дерев'яного храму в 1839—1850 роках. Ознаками російсько-візантійського стилю у храмі є підкреслена монументальність, деяка ваговитість й масивність головного об'єму, характерне п'ятиголів'я з діагональним розміщенням чотирьох менших голів навколо розвиненої центральної, шоломоподібне завершення барабанів, кілеподібні обриси фронтонів, порталів, наличників та інше. Церковна будівля становить собою прямокутник. Оформлення фасаду було дуже суворим, з мінімумом декору. Успенський собор був зовні подібний Троїцькому собору.
Виділявся храм своєю дзвіницею, тривалий час була найвищою будівлею нижньої частини міста. Дзвіниця храму містила угорі головний катеринославський годинник братів «Бутеноп», що також виробили годинник для Спаської башти московського кремля.

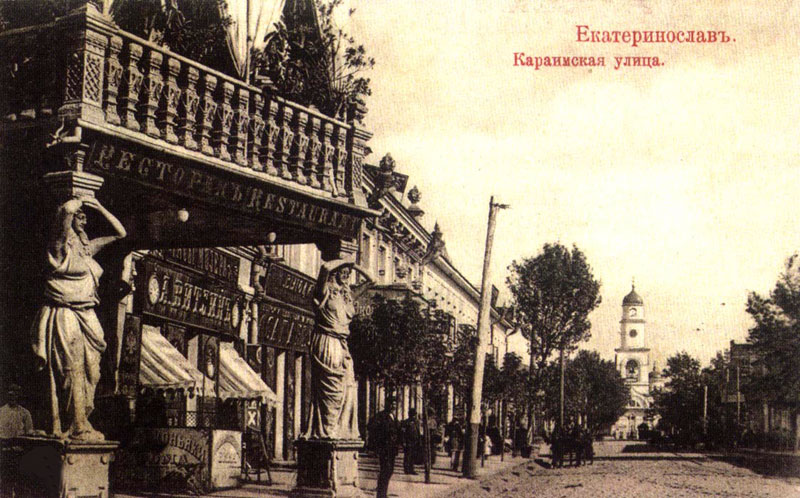
Успенський собор наприкінці Караїмської вулиці, нинішня вул.Липинського.

З 1910 року електростанція Катеринослава ЦЕС, крім вулиць, парків, навчальних закладів, лікарень, під час свят ілюмінувала Успенську церкву у Половиці та Преображенський собор на Горі.
1 грудня 1913 р. в Успенській церкві Катеринослава  прочитав лекцію «Багатство не дає істинного щастя» ІФедір Андрійович Чепурківський.
На 1914 рік священниками у храмі були:
- протоієрей Андрій Березовський.
- протоієрей Гаврила Михайлович Белінський (мешкав на Гімнастичній вулиці у власному будинку),
- батюшка Микола Стрельніков[7].

## Лікарня №10 й середня школа №22 (1936—2009)
1936 року храм закрили, куполи та дзвіницю знесли, а саму будівлю перебудували на корпус міської лікарні № 10 на вулиці Коцюбинського, до якої прибудована колишня школа № 22.

## Відбудова собору (з 2009)
2009 року міська влада Дніпра проголосила про відновлення храму для РПЦ в Україні. У 2012 році Свято-Успенський собор УПЦ-МП почав свою роботу.